# Viola frigida
Viola frigida är en violväxtart som beskrevs av Rodolfo Amando Philippi. Viola frigida ingår i släktet violer, och familjen violväxter. Inga underarter finns listade i Catalogue of Life.